# Kalklansmossa
Kalklansmossa (Didymodon fallax) är en bladmossart som beskrevs av Richard Henry Zander 1978. Kalklansmossa ingår i släktet lansmossor, och familjen Pottiaceae. Arten är reproducerande i Sverige. Inga underarter finns listade i Catalogue of Life.